# (3116) Goodricke
(3116) Goodricke – planetoida z pasa głównego asteroid okrążająca Słońce w ciągu 3,33 lat w średniej odległości 2,23 j.a.
Odkrył ją Edward Bowell w Lowell Observatory (Anderson Mesa Station) 11 lutego 1983 roku. Została nazwana na cześć Johna Goodricke’a, głuchoniemego angielskiego astronoma.